# Please Don’t Touch!

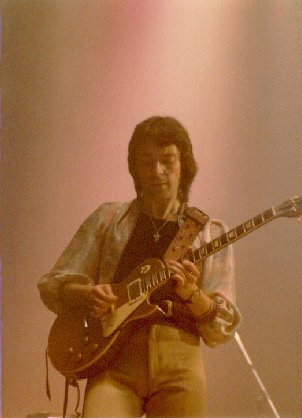
Steve Hackett (1977)

Please Don’t Touch! ist das zweite Soloalbum des britischen Gitarristen und Songwriters Steve Hackett. Es wurde im April 1978 veröffentlicht und ist sein erstes Album, nachdem er 1977 die Progressive-Rock-Band Genesis verlassen hatte.
Nach seiner Veröffentlichung erreichte das Album den 38. Platz in Großbritannien und den 103. in den Vereinigten Staaten. Um für das Album zu werben, ging Hackett 1978 mit seiner Band auf seine erste Konzerttournee als Solomusiker.

## Hintergrund
Im Oktober 1977 wurde der Ausstieg Hacketts aus der Progressive-Rock-Band Genesis bekannt; während des Mixens des Live-Albums Seconds Out (1977) informierte Hackett seine Bandkollegen über seinen Entschluss. Er war zunehmend frustriert von der Kooperation bei Genesis, weil viele seiner Ideen nicht verwendet wurden.
Hackett hatte 1975 sein Debüt-Soloalbum Voyage of the Acolyte veröffentlicht. Zu dieser Zeit war Hackett bei Charisma Records in Großbritannien und bei Chrysalis Records in den USA unter Vertrag. Beide Labels hatten unterschiedliche Vorstellungen, in welche Richtung sie ihn führen wollten. Hackett sagte später: „Ihre gegensätzlichen Ansichten haben das Album zu einem gewissen Grad beeinflusst, obwohl ich denke, dass die Tracks im 'europäischen' Stil natürlicher für mich waren.“
Hackett verwendete auf Please Don’t Touch! verschiedene Musikstile. Er wollte auch seltsame Klänge in die Songs einbauen; so wurde eine Jahrmarktsorgel aufgenommen. Er beschloss, mit amerikanischen Gastmusikern aufzunehmen und reiste nach Los Angeles. Hackett engagierte verschiedene Gastmusiker, darunter die Sänger Richie Havens, Randy Crawford und Steve Walsh, Schlagzeuger Chester Thompson und den Bassisten Tom Fowler.
Das Albumcover wurde von Hacketts damaliger Lebenspartnerin Kim Poor gestaltet. Es zeigt ein viktorianisches Paar, das von Automaten in einem Spielzeugladen angegriffen wird.
2005 erschien auf Hacketts Label Camino Records eine überarbeitete Ausgabe des Albums mit Bonustracks.

## Songs

### Seite eins
Narnia basiert auf dem Roman Der König von Narnia. Hackett wollte Steve Walsh am Gesang, aber auch eine Version mit John Perry wurde aufgenommen.
Carry on Up the Vicarage ist eine musikalische Hommage an Agatha Christie. Hackett singt mit elektronischen Verfremdungen.
Racing in A ist größtenteils elektrisch, aber die letzte Minute ist ein akustisches Gitarrenstück, dessen Tempo abnimmt.
Kim ist nach Hacketts Lebensgefährtin und späteren Frau Kim Poor benannt, die viele Album-Cover von Hackett entworfen hat, auch Please Don't Touch!. Auf dem Track spielt Hackett klassische Gitarre und sein Bruder John Hackett Flöte. Das Stück wurde von Gymnopédie No 1 von Erik Satie inspiriert.
How Can I? ist ein langsamer Song mit Havens am Gesang. Die Mitglieder von Genesis waren Fans von Havens, und der Sänger erklärte sich einverstanden, ihre Konzertreihe im Earls Court in London 1977 zu eröffnen. Hackett lud ihn zum Abendessen in sein Haus ein, bei dem er Havens bat, ein Lied von ihm zu singen.

### Seite zwei
Hoping Love Will Last mit der amerikanischen Sängerin Randy Crawford hat einen Soul-Einfluss, aber mit akustischer Gitarre und atmosphärischen Abschnitten mit Synthesizern. Hackett erinnerte sich, dass seine Genesis-Bandkollegen den Song besonders mochten.
Land of a Thousand Autumns ist ein stimmungsvoller Instrumental-Titel, der Verweise auf das Hauptthema des Titeltracks enthält.
Please Don’t Touch! ist ein Instrumental-Track mit vielen Taktwechseln, bei dem der Roland GR-500-Gitarrensynthesizer im Vordergrund steht. Hackett hatte das Stück zuerst für Genesis zur Probe während der Wind & Wuthering-Sessions vorgestellt, aber es wurde abgelehnt. Es wurde als Variation des Hauptthemas des Titels Unquiet Slumbers for the Sleepers… auf Wind & Wuthering geschrieben.
The Voice of Necam enthält Verweise auf den Titeltrack. Necam war eines der ersten Automatisierungssysteme für Mischpulte. Für die Vokal-Akkorde besangen Hackett und andere die Spuren eines Mehrspur-Bands und vervielfältigten es in einer Technik, die der von 10cc im Song I’m Not in Love ähnelt.
Icarus Ascending wurde von Richie Havens gesungen und basiert auf der Ikarus-Sage.

## Titelliste
Alle Titel wurden von Steve Hackett geschrieben.
1. "Narnia" – 4:05 – mit Steve Walsh
2. "Carry On Up the Vicarage" – 3:11
3. "Racing in A" – 5:07 – mit Steve Walsh
4. "Kim" – 2:13
5. "How Can I?" – 4:38 – mit Richie Havens
6. "Hoping Love Will Last" – 4:23 – mit Randy Crawford
7. "Land of a Thousand Autumns" – 1:38
8. "Please Don’t Touch!" – 3:39
9. "The Voice of Necam" – 3:11
10. "Icarus Ascending" – 6:27 – mit Richie Havens